# IGP
IGP (англ. Interior gateway protocol — «протокол внутреннего шлюза»)— тип протокола, используемый для обмена информацией о маршрутизации между шлюзами (обычно маршрутизаторами) в автономной системе (Интернет) (например, системе корпоративных локальных сетей). Эта информация о маршрутизации может использоваться для маршрутизации протоколов сетевого уровня, таких как IP.
Протоколы внутреннего шлюза можно разделить на два вида: протокол дистанционно-векторной маршрутизации и протокол маршрутизации состояния канала. Конкретные примеры IGP включают в себя Open Shortest Path First (OSPF) (дословно переводится как «Первый доступный кратчайший путь»), информационный протокол маршрутизации (RIP), протокол маршрутизации промежуточных систем (IS-IS) и усовершенствованный протокол маршрутизации внутреннего шлюза (EIGRP).
Протоколы внешнего шлюза используются для обмена информацией о маршрутизации между автономными системами и полагаются на IGP для разрешения маршрутов в автономной системе.

## Виды

### Протокол дистанционно-векторной маршрутизации
Протоколы дистанционно-векторной маршрутизации используют алгоритм Беллмана — Форда. В этих протоколах каждый маршрутизатор не обладает информацией о полной топологии сети. Он объявляет свое значение расстояния (DV), вычисленное для других маршрутизаторов, и получает аналогичные объявления от других маршрутизаторов, если только в локальной сети или соседних (маршрутизаторов) не вносятся изменения. Используя эти объявления о маршрутизации, каждый маршрутизатор заполняет свою таблицу маршрутизации. В следующем цикле объявления маршрутизатор объявляет обновленную информацию из своей таблицы маршрутизации. Этот процесс продолжается до тех пор, пока таблицы маршрутизации каждого маршрутизатора не сходятся к стабильным значениям.
Некоторые из этих протоколов имеют недостаток медленной конвергенции.
Примеры протоколов дистанционно-векторной маршрутизации:
- Протокол маршрутизации информации (RIP)
- Протокол маршрутизации информации версии 2 (RIPv2)
- Протокол маршрутизации информации следующего поколения (RIPng), расширение RIP версии 2 с поддержкой IPv6
- Протокол маршрутизации внутреннего шлюза (IGRP)

### Протокол маршрутизации состояния канала
В протоколах маршрутизации состояния канала каждый маршрутизатор обладает информацией о полной топологии сети. Затем каждый маршрутизатор независимо вычисляет наилучший следующий переход из него для каждого возможного пункта назначения в сети, используя локальную информацию топологии. Коллекция «best-next-hop» формирует таблицу маршрутизации.
Он отличается от протоколов дистанционно-векторной маршрутизации, которые работают, когда каждый узел делит свою таблицу маршрутизации со своими соседями. В протоколе состояния канала единственной информацией, передаваемой между узлами, является информация, используемая для построения карт связности.
Примеры протоколов маршрутизации состояния канала:
- Open Shortest Path First (OSPF)
- Протокол маршрутизации промежуточных систем (IS-IS)

### Расширенный протокол векторной маршрутизации
Расширенные протоколы маршрутизации с вектором расстояния имеют как функции протоколов маршрутизации с вектором расстояния, так и протоколов маршрутизации из состояния канала. Одним из примеров является усовершенствованный протокол маршрутизации внутреннего шлюза (EIGRP).